# Адміністративний поділ Індії
Індія є федеративною республікою, яка складається з 29 штатів та 7 територій (національна столична територія Делі та 6 союзних територій). І штати, і території є адміністративними одиницями першого рівня, що, у свою чергу, поділяються на округи (дистрикти), яких всього в Індії є понад 600.
Штати мають власні законодавчу та виконавчу владу. Губернатор штату призначається президентом Індії на 5-річний термін. Уряд штату, на чолі з прем'єр-міністром, формується губернатором з членів партії, що виграла вибори. Парламент, в залежності від штату, має одну або 2 палати. Нижня палата (vidhan sabha), згідно з індійськими законами, може складатися з від 60 до 500 депутатів, які обираються на загальних виборах на 5 років. Депутати верхньої палати (vidhan parishad) обираються на 6 років, причому, що 2 роки змінюється третина складу палати. Парламентам штатів підлягають всі питання, окрім зовнішньої політики, оборони, зовнішньої торгівлі та громадянства — ці питання є юрисдикцією федерального парламенту Індії.
Федеральними територіями керують представники центрального уряду Індії — комісари або адміністратори. В територіях діють федеральні закони, хоча деякі території мають парламент та уряд з обмеженими правами.
Окрім загальнодержавних офіційних англійської мови та гінді, в деяких штатах офіційними є також місцеві мови, наприклад гуджараті, каннада, пенджабська, тамільська.

## Штати та союзні території

Штати Індії (англ. state, гінді प्रांत — pramt) помітно розрізняються між собою. Найбільші з них за чисельністю населення є найбільшими адміністративними одиницями світу — з десяти найгустонаселеніших адміністративних одиниць світу п'ять — штати Індії (Уттар-Прадеш з населенням, що налічує більше 180 млн осіб, знаходиться на першому місці цього списку, Махараштра займає друге місце, Біхар — шосте, Західний Бенгал на восьмому місці, а Андгра-Прадеш замикає десятку).
За розмірами території найбільші з індійських штатів не поступаються деяким європейським країнам (наприклад, штат Раджастхан перевершує за площею Польщу). Площа невеликих штатів, навпаки, не перевищує відмітку в декілька тисяч км².
Території (англ. territory, гінді केन्द्रीय सरकार — kendrija sarkar) однорідніші, ніж штати — за площею вони не більше декількох тисяч км², а за чисельністю населення не перевищують 1,1 млн жителів (виняток — столичний округ Делі, що налічує понад 16 млн осіб).
Штати
| Номер | Штат            | Код | Столиця          |
| ----- | --------------- | --- | ---------------- |
| 1     | Андгра-Прадеш   | AP  | Амараваті        |
| 2     | Аруначал-Прадеш | AR  | Ітанагар         |
| 3     | Ассам           | AS  | Діспур           |
| 4     | Біхар           | BR  | Патна            |
| 5     | Чхаттісгарх     | CG  | Райпур           |
| 6     | Гоа             | GA  | Панаджі          |
| 7     | Гуджарат        | GJ  | Гандінагар       |
| 8     | Хар'яна         | HR  | Чандігарх        |
| 9     | Гімачал-Прадеш  | HP  | Шімла            |
| 10    | Джхаркханд      | JH  | Ранчі            |
| 11    | Карнатака       | KA  | Бенгалуру        |
| 12    | Керала          | KL  | Тіруванантапурам |
| 13    | Мадг'я-Прадеш   | MP  | Бхопал           |
| 14    | Махараштра      | MH  | Мумбай           |
| 15    | Маніпур         | MN  | Імпхал           |
| 16    | Мегхалая        | ML  | Шиллонг          |
| 17    | Мізорам         | MZ  | Аїджал           |
| 18    | Нагаленд        | NL  | Кохіма           |
| 19    | Одіша           | OD  | Бхубанешвар      |
| 20    | Пенджаб         | PB  | Чандігарх        |
| 21    | Раджастхан      | RJ  | Джайпур          |
| 22    | Сіккім          | SK  | Гангток          |
| 23    | Тамілнад        | TN  | Ченнай           |
| 24    | Телангана       | TS  | Гайдарабад       |
| 25    | Трипура         | TR  | Агартала         |
| 26    | Уттар-Прадеш    | UP  | Лакхнау          |
| 27    | Уттаракханд     | UK  | Деградун         |
| 28    | Західний Бенгал | WB  | Колката          |

Союзні території
| Номер | Союзна територія                   | Код | Столиця   |
| ----- | ---------------------------------- | --- | --------- |
| A     | Андаманські і Нікобарські острови  | AN  | Порт-Блер |
| B     | Чандігарх                          | CH  | Чандігарх |
| C     | Дадра і Нагар-Хавелі і Даман і Діу | TBA | Даман     |
| D     | Джамму та Кашмір                   | JK  | Срінагар  |
| E     | Ладакх                             | LA  | Лех       |
| F     | Лакшадвіп                          | LD  | Каваратті |
| G     | Національна столична територія     | ND  | Нью-Делі  |
| H     | Пудучеррі                          | PY  | Пудучеррі |

## Округи

Адміністративними одиницями другого рівня в Індії є округи (дистрикти, англ. district). Кожен штат і територія Індії складається з округів, число яких розрізняється. Всього з одного округу складаються союзні території Чандігарх, Дадра і Нагар-Хавелі, Лакшадвіп і столичний округ Делі. Найбільша кількість округів (70) входить до складу штату Уттар-Прадеш.
Округи різняться за розмірами території та чисельністю населення. Більше всього мешканців в окрузі Делі (16 862 735 осіб, за даними на 2007 рік), а менше всього — в окрузі Янам в території Пудучеррі (31 362 особи, за даними на 2001 рік). Найбільшу площу займає округ Лех в штаті Джамму та Кашмір (82 665 км²), а найменшим округом є Махе, розташований в Пондішері (всього 9 км²). Округ Лех одночасно є найменш заселеним округом (1,4 особи/км²), найбільша щільність населення сьогодні спостерігається в окрузі Мумбай Сіті, штат Махараштра (48 215 осіб/км²).

## Адміністративні одиниці 3-го рівня
Адміністративні одиниці третього рівня Індії у різних штатах називаються по різному: техсіли (tehsil, tahsil, tahasil), талука (taluk, taluka) або мандали (mandal). 
У деяких штатах техсіли певного округу можуть додатково об'єднуватися у кілька підокруг (англ. Sub-Division, pargana, anuvibhag, mahakuma). 
Між штатом та округом розташований ще один рівень. По-англійськи він називається Division.

## Історія

### До набуття незалежності
Британська Індія в період колоніального володарювання охоплювала території сучасних Індії, Пакистану, Бангладеш, Бутана і М'янми (раніше — Бірми, адміністративно відокремилася від Індії в 1937 році). За межами Британської Індії знаходилася територія Французької Індії (5 невеликих анклавів: Пудучері, Чандернагор, Янам, Карікал і Мае) і Португальської Індії (Гоа і чотири анклави: Діу, Даман, Дадра і Нагархавелі).
У новий час Індія була поділена на провінції, якими керували безпосередньо британська влада і князівства, де володарювали місцеві правителі, що знаходяться під британським протекторатом. Князівств було більше 500 — найбільшим з них був Хайдарабад, в якому проживало більше 10 млн осіб, а найменші князівства займали тільки декілька десятків км². Управління в провінціях здійснювали безпосередньо британські чиновники — губернатор, головний комісар або адміністратор, що призначалися віце-королем. Існувало 11 таких провінцій — Ассам, Бенгал, Біхар, Бомбей, Центральні провінції і Берар, Мадрас, Орісса, Північно-західна прикордонна провінція, Пенджаб, Сінд і Об'єднані провінції. Перед отриманням незалежності в 1947 році кількість провінцій зросла до 17.

### Незалежна Індія
У 1947 Індія здобула незалежність, і колишня колонія була розділена на індійську і пакистанську частини за конфесійною ознакою. Колишні адміністративні одиниці були поділені між двома новими державами.
У 1950, коли була створена Республіка Індія і прийнята нова конституція, було утворено 29 штатів, розділених на три типи: A, B, C. Штати різних типів розрізнялися за способом устрою державної влади.
- Штати типу A (Ассам, Західний Бенгал, Біхар, Бомбей, Мадг'я-Прадеш, Мадрас, Орісса, Пенджаб і Уттар-Прадеш) — володіли власними виборними парламентами, що самостійно формували органи управління штатів.
- Штати типу B (Гайдарабад, Саураштра, Майсур, Траванкор-Кочін, Мадх'я-Бхарат, Віндх'я-Прадеш, Союз штатів Патіали і Східного Пенджабу, а також Раджастхан) — керувалися раджпрамукхами, свого роду номінальними монархами.
- Штати типу C (Делі, Кутх, Гімачал-Прадеш, Біласпур, Кург, Бхопал, Маніпур, Аджмер і Трипура) — владні повноваження здійснювали призначені центральною владою комісари.
- Джамму і Кашмір були оголошені особливими територіями.

У 1953 утворений новий штат типу A — Андхра (що виділився з Мадрасу), у 1954 штат Біласпур включений до складу штату Хімачал-Прадеш, а в 1956 до Індії приєднані землі Французької Індії як особлива територія, що отримала назву Пудучеррі (одна з французьких колоній, Чандернагор, увійшла до складу Індії ще в 1950, пізніше, в 1954, вона включена до складу Західного Бенгалу).

### Адміністративна реформа 1956
1 листопада 1956 в Республіці Індія був ухвалений «Закон про реорганізацію штатів», що реформував адміністративний устрій країни. Система штатів різних типів була ліквідована, а замість них були утворені штати і союзні території. Кордони штатів були змінені так, щоб максимально збігатися з існуючими етнічно-мовними кордонами. Було створено 12 штатів (Ассам, Західний Бенгал, Біхар, Бомбей, Керала, Мадг'я-Прадеш, Мадрас, Майсур, Орісса, Пенджаб, Раджастхан і Уттар-Прадеш) і 6 союзних територій (Делі, Гімачал-Прадеш, Маніпур, Трипура, Андаманські і Нікобарські острови а також Лаккаддівські, Аміндівські острова і Мінікой).

### Зміни після 1956
Після реформи 1956 кількість штатів і територій продовжувала змінюватися:
- В 1957 з Ассаму була відокремлена територія Нагаленд.

Адміністративний поділ Індії в 1961

- В 1960 штат Бомбей був розділений на штати Гуджарат і Махараштра[2].
- В 1961 анексована Португальська Індія, на її землях утворилися дві нові союзні території: Дадра і Нагархавелі, а також Гоа, Даман і Діу.
- В 1963 територія Нагаленд перетворена на штат Нагаленд[3].
- В 1966 зі складу штату Пенджаб був виділений штат Хар'яна, заселений переважно індуїстами, а місто Чандігарх, відокремлене в окрему союзну територію, стало спільною столицею Пенджабу і Хар'яни. Частина штату була приєднана до Хімачал-Прадешу[4].
- В 1968 штат Мадрас перейменований на Тамілнад.
- В 1971 статус штату отримала союзна територія Гімачал-Прадеш[5].
- В 1972 зі штату Ассам виділені новий штат Мегхалая, союзні території Мізорам і Аруначал-Прадеш; статус двох союзних територій (Маніпур і Трипура) був змінений на статус штату[6].
- В 1973 штат Майсур змінив назву на Карнатака, а союзна територія Лаккадівські, Аміндівські острови і Мінікой стала називатися Лакшадвіп.
- В 1975 до Індії на правах штату був приєднаний Сіккім[7].
- В 1986 статус штату отримала союзна територія Мізорам.
- В 1987 статус штату отримала союзна територія Аруначал-Прадеш, а Гоа, Даман і Діу була розділена на штат Гоа та союзну територію Даман і Діу[8].
- В 1991 Делі отримала новий статус Національного столичного округу.
- У 2000 утворені три нові штати: Джхаркханд (відокремлений зі складу Біхару), Чхаттісгарх (відокремлений зі штату Мадх'я-Прадеш) і Уттаранчал (відокремлений зі штату Уттар-Прадеш).
- У 2006 французька назва союзної території Пондішері була змінена на Пудучеррі.
- У 2007 назва штату Уттаранчал була змінена на Уттаракханд.
- У 2014 створено штат Телангана (виокремлений з Андхра-Прадешу).

### Майбутні зміни
В Індії продовжують діяти сепаратистські налагоджені рухи, що борються за створення нових штатів. Найактивніше виявляється прагнення до виділення з нинішнього штату Ассам штату Бодоланд. Сепаратисти з народу бодо ведуть власну партизанську боротьбу, що, можливо, є єдиним прикладом, коли єдиною метою сепаратистського руху є не прагнення до незалежності, а тільки бажання створити нову адміністративну одиницю.
Інші регіони, що прагнуть створення нових штатів:
- Харліт-Прадеш — зі штату Уттар-Прадеш
- Віндх'янчал — зі штату Мадх'я-Прадеш
- Відарбха — зі штату Махараштра
- Кодагу — зі штату Карнатака
- Горкхаланд — зі штату Західний Бенгал
- Бунделкханд — зі штатів Уттар-Прадеш і Мадх'я-Прадеш
- Делі — ведуться дискусії про можливість розділення нинішнього столичного округу на штат Делі і Національний столичний округ Нью-Делі площею близько 43 км².